# 맥도널드 마리가
맥도널드 마리가 완야마(McDonald Mariga Wanyama, 1987년 4월 4일 ~ )는 케냐의 전 축구 선수로 과거 포지션은 수비형 미드필더였으며 현재 메이저 리그 사커의 CF 몽레알에 뛰고 있는 빅터 완야마의 친형으로도 알려져 있다.

## 선수 경력

### 클럽
2003년부터 2005년까지 자국 리그의 터스커 FC와 케냐 파이프라인에서 활동한 후 2005년부터 2006년까지 스웨덴 4부 리그의 옌셰핑 SK에서 뛰다가 2006년 1부 리그팀인 헬싱보리 IF와 입단 계약을 체결하며 2006년 스웨덴컵 우승, 2007년 스웨덴 슈퍼컵 준우승에 기여했다.
이후 2007년 이탈리아 세리에 A의 파르마 FC로 이적하여 4시즌동안 활동한 뒤 2010년 인테르 밀란으로 이적하여 세리에 A 2010-11 준우승, 코파 이탈리아 2010-11 우승을 경험했으며 2011년부터 2013년까지 스페인 라리가의 레알 소시에다드와 친정팀인 파르마에서 임대 선수로 활동하다가 2014 시즌 이후 파르마로 완전 이적했다.
그 이후 라티나 칼초, 레알 오비에도, AC 쿠네오 등에서 활동을 이어가다가 2019년 16년간의 프로 생활을 마무리했다.

### 국가대표팀
2003년 케냐 A대표팀에 첫 합류한 뒤 데뷔 4년만인 2007년 3월 25일 에스와티니와의 2008년 아프리카 네이션스컵 예선 6조 3차전에서 국제 A매치 데뷔골을 터뜨리는 등 2018년까지 A매치 통산 40경기 5골을 기록한 뒤 국가대표팀 유니폼을 반납했다.

## 수상

### 클럽
헬싱보리 IF
- 스웨덴컵 : 우승 (2006)
- 스웨덴 슈퍼컵 : 준우승 (2007)

 인테르 밀란
- 세리에 A : 준우승 (2010-11)
- 코파 이탈리아 : 우승 (2010-11)